# Euphorbia trialata
Euphorbia trialata är en törelväxtart som först beskrevs av Michael J. Huft, och fick sitt nu gällande namn av Victor W. Steinmann. Euphorbia trialata ingår i släktet törlar, och familjen törelväxter. Inga underarter finns listade i Catalogue of Life.